# Emma Cumming
Emma Cumming (* 20. Februar 1998 in Invercargill) ist eine neuseeländische Radsportlerin.

## Sportliche Laufbahn
Emma Cumming begann ihre sportliche Laufbahn als Jugendliche mit Triathletin. Da sie im Schwimmen keine Fortschritte erzielte, sattelte sie mit 14 Jahren auf Radsport um und begann mit dem Training auf Radrennbahn in ihrer Heimatstadt Invercargill. Dabei erhielt sie Unterstützung durch ihren Lehrer.
2014 startete Cumming bei den Ozeanienmeisterschaften für Junioren und errang im 500-Meter-Zeitfahren und Keirin jeweils Bronze. Im Jahr darauf belegte sie gemeinsam mit Olivia Podmore bei den Junioren-Weltmeisterschaften Platz zwei im Teamsprint. 2016 wurde sie mit Ellesse Andrews Junioren-Weltmeisterin in derselben Disziplin.
Ab 2017 startete Emma Cumming in der Elite. Bei den Ozeanienmeisterschaften gewann sie Silber im Zeitfahren und mit Teamsprint (mit Racquel Sheath) sowie Bronze im Keirin. Im Jahr darauf holte sie bei den kontinentalen Bahnmeisterschaften. mit Podmore Bronze im Teamsprint. 2018 war sie bei den Commonwealth Games in Brisbane erfolgreich, als sie mit Natasha Hansen Zweite im Teamsprint und Dritte im Zeitfahren wurde.

## Diverses
2019 wurde Emma Cumming mit dem Emerging Talent Award ausgezeichnet, ihr Vater Sid, der sie und andere Sportler trainiert, als  Coach of the Year geehrt.
Cumming ist liiert mit dem britischen Radsportler Mark Stewart (Stand 2022).

## Erfolge
2014
- Junioren-Ozeanienmeisterschaft – 500-Meter-Zeitfahren, Keirin

2015
- Junioren-Weltmeisterschaft – Teamsprint (mit Olivia Podmore)

2016
- Junioren-Weltmeisterin – Teamsprint (mit Ellesse Andrews)

2017
- Ozeanienmeisterschaft – 500-Meter-Zeitfahren, Teamsprint (mit Racquel Sheath)
- Ozeanienmeisterschaft – Keirin

2017/18
- Ozeanienmeisterschaft – Teamsprint (mit Olivia Podmore)

2018
- Commonwealth Games – Teamsprint (mit Natasha Hansen)
- Commonwealth Games – 500-Meter-Zeitfahren

2018/19
- Ozeanienmeisterschaft – 500-Meter-Zeitfahren, Teamsprint (mit Olivia Podmore)